# قشلاق الي كريمي (مقاطعة بيله سوار)
قشلاق الي کریمي (بالفارسية: قشلاق الی کریمی) هي منطقة سكنية تقع في إيران في أردبيل. يقدر عدد سكانها بـ 138 نسمة .